# 2017年アメリカ海兵隊KC-130墜落事故
2017年アメリカ海兵隊KC-130墜落事故（2017ねんアメリカかいへいたいKC-130ついらくじこ）とは、2017年7月10日、午後4時頃にアメリカ合衆国で起きた墜落事故である。乗員乗客16名全員が死亡した。
事故機はニューバーグにあるスチュワート国際空港に拠点を置く第452海兵隊空中給油輸送飛行隊（VMGR-452）所属のロッキード KC-130T ハーキュリーズだった。機体の残骸はミシシッピ州レフロア郡の大豆農場で発見された。アメリカ海兵隊はテロなどではなく"事故"だと言う声明を発表した。
また、アメリカにとって、この事故と昨年に起きた2016年ロックハート熱気球墜落事故は、2009年にコルガン・エア3407便が墜落して以来の大事故であり、アメリカ海兵隊にとっても、2005年にイランでシコルスキー CH-53E スーパースタリオンヘリコプターが墜落して以来、最悪の事故だった。

## 事故機
- 使用機材：ロッキード KC-130T ハーキュリーズ
  - 機体記号：165000[8]
  - 製造番号：382-5303[9]
    - 事故機は機首部に"000"と描かれていたため、Triple Nuts（トリプルナッツ）という愛称が付けられていた[8]。
    - 1993年にアメリカ空軍に配備後、アメリカ海軍に移管。その後、アメリカ海兵隊に配属された。
    - 2004年6月1日、テキサス州フォートワース海軍航空・予備役合同基地（英語版）に駐機していた際、嵐の影響でメインローターの端が触れ、給油ポッドが損傷したが、すぐに修理され通常業務へと戻された。

## 事故の概要
チェリー・ポイント海兵隊航空基地からエル・セントロ海軍航空基地に向かっている際にパイロットが機体の爆発を報告し、高度20,000フィート (6,100 m)で空中分解した。その後ミシシッピ州ジャクソンから北へ85マイル (137 km)の地点に墜落。乗員乗客16人全員が死亡した。ブラッディ・ジェームズ准将は事故直後に「巡行高度で飛行中に何かが起きたようだ」と述べている。事故機には武器や弾薬を運んでおり、機体の残骸などが墜落地点から半径5-マイル (8 km)に渡って散乱していた。また消火の為、泡消火薬剤を約4,000米ガロン (15,000 l)ほど使用した。この事故の目撃者によると、「エンジンから出火していて、フラットスピンしながら急降下していた」と述べている。